# عين العذراء

اطفال من الناصرة يلعبون بمياه عين العذراء 1955

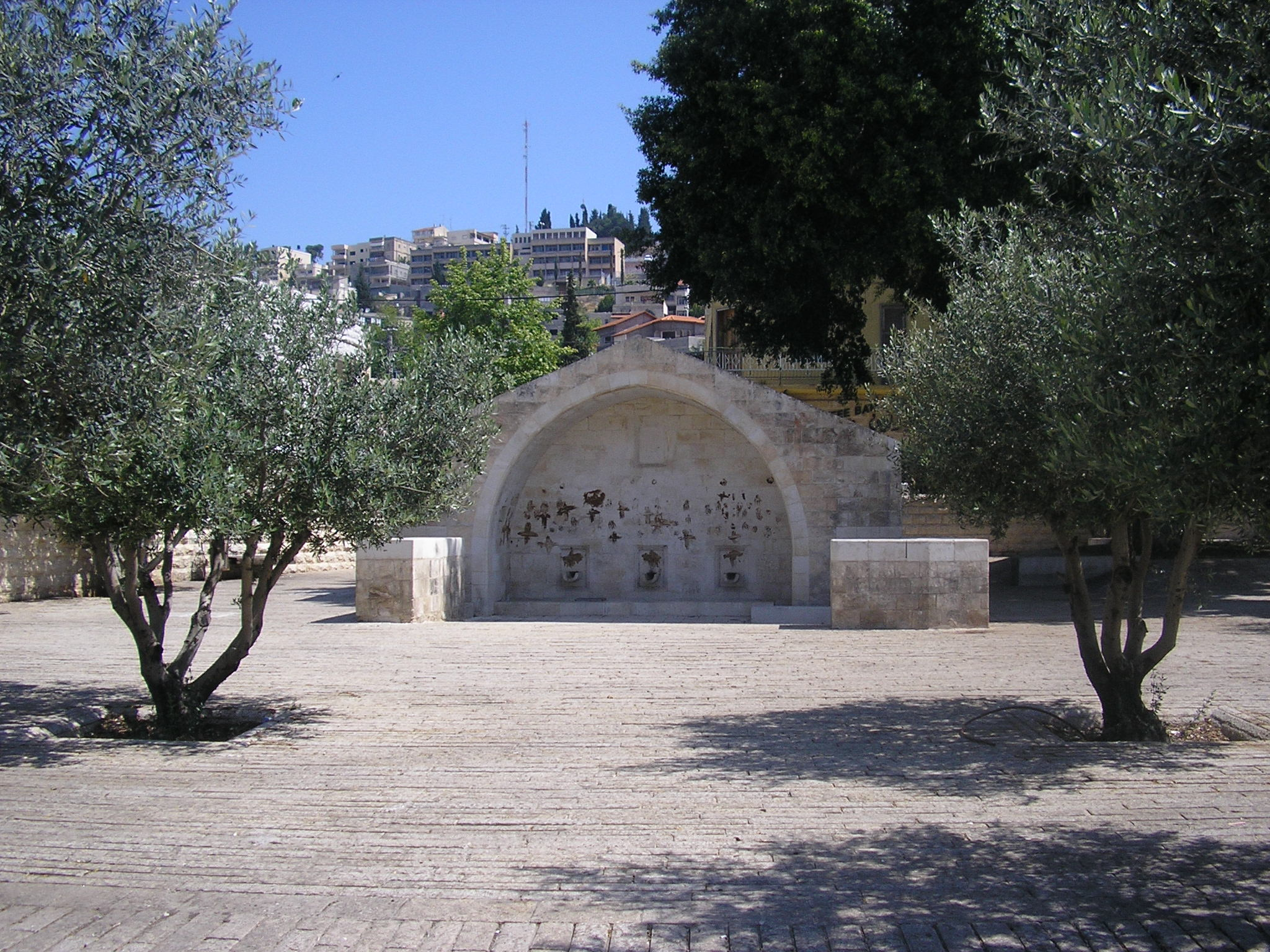
بئر مريم

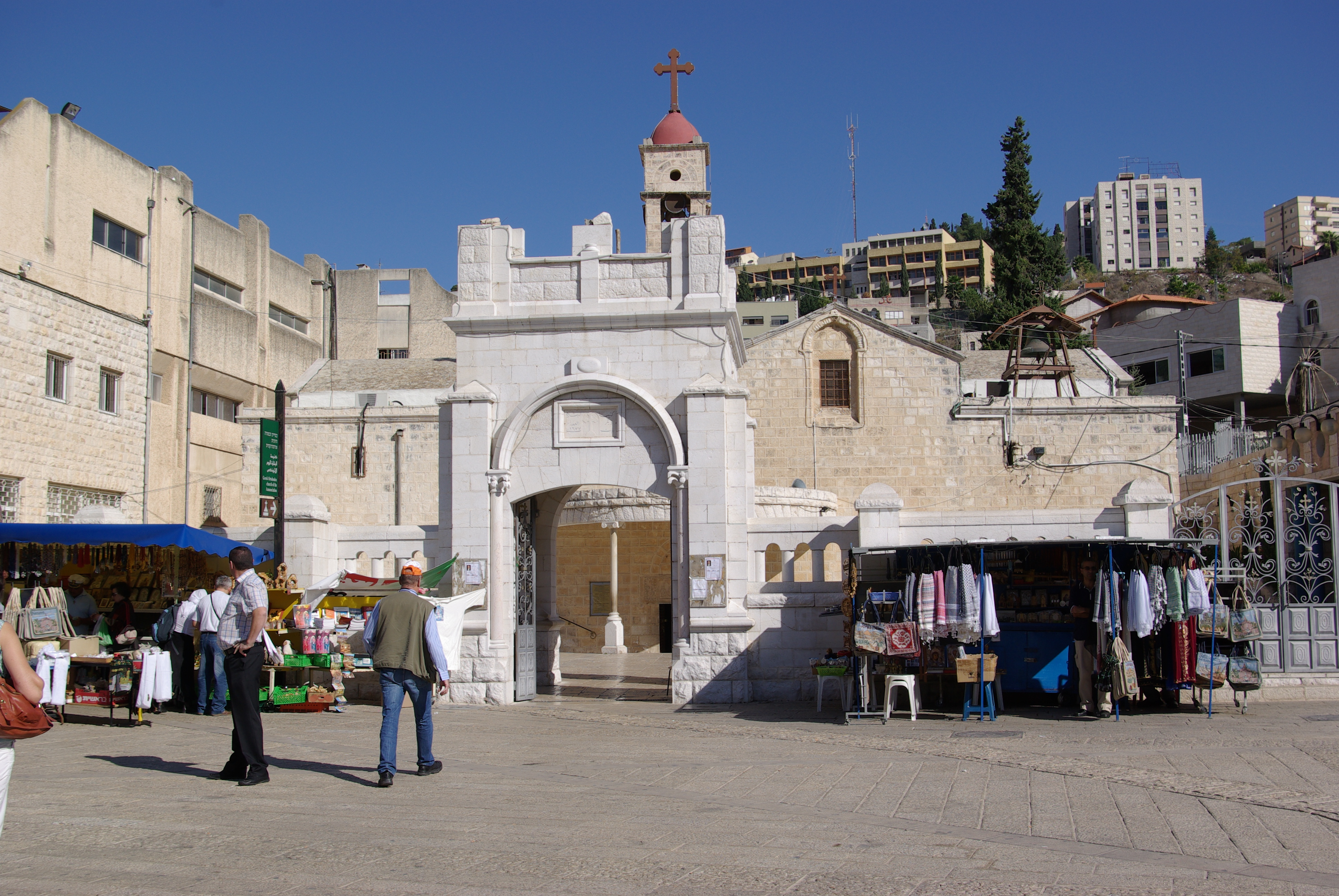
منظر شمالي لكنيسة مار جبرئيل

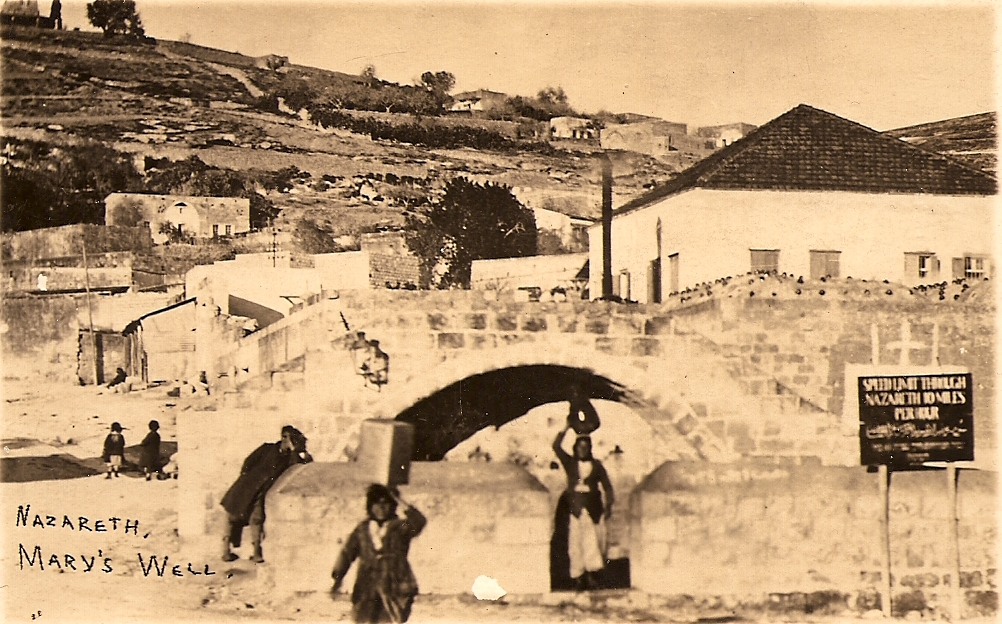
صورة البئر سنة 1925

بئر مريم أو عين العذراء هي نبع ماء الموجودة بساحة العين في مدينة الناصرة. نسبت هذه العين إلى مريم العذراء المباركة لانها كانت تستقي الماء للشرب منها وبحسب تقليد القرن الأول أن الملك جبرائيل بشر مريم العذراء على العين أولا وهي تملأ جرتها ثم أتم البشارة في بيتها.عندما بنيت في عهد الصليبيين الكنيسة الأرثوكسية فوق عين العذراء، منع الناس من دخول الكنيسة. للسقاية لتلافي التشويش على المصلين وحفاظا على قدسية الكنيسة. فأجروا الماء في قسطل إلى خارج الكنيسة. ولكثر اهميته تكون شعار البلدية من صورة العين.

## ينابيع المغارة
تنبع المياه من أرض المغارة في 3 مواقع: الأول- هو النبع الغزير منهم وينبع من الجهة الشمالية الشرقية للمغارة من جهة جبل الشيخ. الثاني- ينبع على بعد متر من الجهة الشمالية الغربية للنبع الأول، وهو اشح الينابيع الثلاثة. الثالث- ينبع على بعد 35 سم من النبع الثاني في نفس الجهة، وهنالك فتحات أخرى لينابيع قد ضحلت مياهها. هذه الينابيع التي ترفد بئر العذراء في فصلي الصيف والخريف، اما في فصل الشتاء تتدفق المياه من جميع أنحاء المغارة وتنساب في قناة (قسطل) حتى تصل بئر العذراء داخل كنيسة البشارة للروم الأرثوذكس.
ويوضح أن البئر كبيرة الحجم مستطيلة الشكل، ويصل طولها إلى 27 مترا، وعرضها 4 أمتار، وترتفع عن الأرض بحوالي 9 أمتار، كما تتسع البئر لنحو 900 متر مكعب من الماء، ويقال إن أول من بنى البئر هو إسحاق بن يعقوب، وكانت مريم تسقي للناس منه حتى جاءها أمر الله بولادة السيد المسيح.